# NBM Publishing
NBM Publishing ist ein US-amerikanischer Comicverlag.
Der Verlag wurde 1976 von Terry Nantier, Chris Beall und Marc Minoustchine als Flying Buttress Publications gegründet. Die Gründer waren allesamt Studenten der Syracuse University im Bundesstaat New York. Der Schwerpunkt des Verlags war zu Beginn bei Comics europäischer Künstler. Anfang der 1980er Jahre kamen auch US-Comicstrip-Klassiker wie Terry und die Piraten und Tarzan-Comics ins Programm. Seit 1984 heißt der Verlag NBM Publishing und hat seinen Sitz in New York City. In den 1990er Jahren wurden die Imprints Eurotica und Amerotica für erotische Comics gegründet. Ein weiterer Imprint ist Papercutz für Comics für Kinder seit 2005.

## Bekannte Zeichner
- Hirohiko Araki
- Enki Bilal
- Rick Geary
- Annie Goetzinger
- Milo Manara
- Hugo Pratt
- François Schuiten
- Vicente Segrelles
- Lewis Trondheim